# Daytime
Daytime è un servizio Internet che implementa l'omonimo protocollo definito dall'RFC 867. In genere implementato dal demone inetd, il servizio è in ascolto sia tramite TCP che su UDP sulla porta 13. Utilizzato principalmente a scopi di debugging, il servizio restituisce la data e ora corrente in un formato comprensibile da un essere umano, distinguendosi dal servizio time che risponde in formato macchina.